# Chordodes baramensis
Chordodes baramensis är en tagelmaskart som beskrevs av Römer 1895. Chordodes baramensis ingår i släktet Chordodes och familjen Chordodidae. Inga underarter finns listade i Catalogue of Life.